# Benoît Hamon
Benoît Hamon (Saint-Renan, 26 de julho de 1967) é um político francês. Ocupou os cargos de ministro da Economia Social e Solidária e de ministro da Educação de seu país, respectivamente nos governos dos primeiros ministros Jean-Marc Ayrault e Manuel Valls, ambos sob a presidência de François Hollande.
É filiado ao Partido Socialista francês desde 1986. E foi candidato de seu partido a presidente na eleição presidencial francesa de 2017, tendo vencido o segundo turno das primárias de seu campo político contra Manuel Valls.